# Passiflora lepidota
Passiflora lepidota är en passionsblomsväxtart som beskrevs av Maxwell Tylden Masters. Passiflora lepidota ingår i släktet passionsblommor, och familjen passionsblomsväxter. Inga underarter finns listade i Catalogue of Life.